# Rock ’n Roll Gangster
A Rock ’n Roll Gangster a Korn basszusgitárosának, Reginald Arvizu "Fieldy" mellékprojektjének, a Fieldy’s Dreamsnek a debütáló albuma, mely 2002. január 22-én jelent meg, az Epic kiadó gondozásában.

## Háttér
Fieldy az 1999-es Issues címet viselő Korn album után elhatározta, hogy elkészíti a saját albumát, amibe semmi senki nem szól bele. Ugyanis szerinte a Korn többi tagja nem díjazta az ő törekvéseit a hiphop felé. Az összes számot ő írta, igaz néhol Polar Bear besegített, az Infinite Masstól, és a Just For Now szövegében Jonathan Davis is besegített, hiszen ő énekli a refrént.

## Számlista
1. "Cocky" – 0:16
2. "Baby Hugh Hef" – 3:20
3. "Rock N Roll Gangster" – 0:21
4. "Are You Talking to Me" (feat. Helluva) – 2:34
5. "Just For Now" (feat. Jonathan Davis) – 3:29
6. "You Saved Me" – 3:01
7. "Munky Rage" – 0:19
8. "Put a Week on It" (feat. Son Doobie) – 3:33
9. "Child Vigilante" – 3:58
10. "Korn Gigglebox" – 0:20
11. "Sugar-Coated" (feat. Tre Hardson) – 3:05
12. "Comin From a Friend" – 3:04
13. "One Love" (feat. Angela Rascoe) – 3:25
14. "Ortiz Anthem" (feat. RBX) – 3:39
15. "Special K Buzz" – 0:16
16. "Bleu" – 2:47
17. "Do What You Feel" (feat. RBX & Polarbear) – 2:58

## Fogadtatás
Az album soha nem ért el nagyobb sikereket, a legtöbb kritikus átlagosnak mondja, középszerűnek, amiben néhol nagyon jó ötletek vannak, csak nem elég.
"Ha (Fieldy) fejlesztené a hangját, és kivenné a felesleget a szövegből, akkor ez egy nagyon jó album lenne. Így csak egy átlagos lemez, amiben itt-ott feltűnnek jó ötletek" - AllMusic
"Az album nyitódala a "Baby Hugh Hef" [...] Elég vicces dal, mert a szöveg inkább az erőszakról szól, mint a szexualitásról, de azt hiszem, hogy Fieldyben és Hugh Hefben nem ez a közös. Egyikük se gengszter, egyikük se tud rappelni." - Sputnikmusic
"...három teljes szám van arról, hogy szeret füvet szívni..." - Ian Watson, az Amazon.co.uk-tól.